# Zoja Puchowa
Zoja Pawłowna Puchowa (ros. Зоя Павловна Пухова, ur. 24 września 1936 we wsi Sielezniewo obecnie w obwodzie iwanowskim, zm. 6 stycznia 2016 w Moskwie) – radziecka tkaczka i polityk.

## Życiorys
Była córką Pawła Skripkowa, który zginął na froncie podczas wojny z Niemcami. Po ukończeniu w 1951 7-letniej szkoły przeniosła się do Iwanowa, gdzie w 1952 skończyła szkołę fabryczno-zawodową przy fabryce im. Bałaszowa i została tkaczką w fabryce tkackiej. W 1962 została przyjęta do KPZR, od 1966 była deputowaną do Rady Najwyższej ZSRR (od 7 do 10 kadencji), była członkinią Prezydium Rady Najwyższej ZSRR, 1984-1985 pełniła obowiązki przewodniczącego, a od 1985 do lutego 1987 zajmowała stanowisko przewodniczącego Komitetu Wykonawczego Iwanowskiej Rady Obwodowej. Od 1987 do 1991 była przewodniczącą Komitetu Kobiet Radzieckich (zastąpiła na tym stanowisku Walentinę Tierieszkową). Była delegatem na od 23 do 25 Zjazdy KPZR. 30 lipca 1971 została honorową obywatelką Iwanowa.

## Odznaczenia
- Medal Sierp i Młot Bohatera Pracy Socjalistycznej (9 czerwca 1966)
- Order Lenina (9 czerwca 1966)
- Order Rewolucji Październikowej (4 marca 1976)
- Order Czerwonego Sztandaru Pracy (dwukrotnie, 5 kwietnia 1971 i 23 września 1986)

I medale.